# Томазо Кампанела
Томазо Кампанела (итал. Tommaso Campanella; Стило, 5. септембар 1568 — Париз, 21. мај 1639) је био италијански филозоф, теолог, астролог и песник.

## Биографија
Рођен је у Стигнану (у жупанији Стило) у провинцији Ређо ди Калабриа у Калабрији, јужној Италији. Кампанела је био необичан дечак, син сиромашног и неписменог обућара. Ушао је у Доминикански поредак пре своје четрнаесте године, узимајући име фра 'Томазо у част Томе Аквинског. Студирао је теологију и филозофију са неколико мајстора.
У почетку је био разочаран аристотелском ортодоксијом и привукао емпирицизам Бернардина Телесија (1509-1588), који је учио да је знање сензација и да све ствари у природи имају сензацију. Кампанела је написао свој први рад, Philosophia sensibus demonstrata ("Филозофија која је показала чула"), објављена 1592. године, у одбрани Телесија.
Године 1590. је у Напуљу започео да се бави астрологијом; астролошке спекулације постале су стална карактеристика његових списа. Хетеродоксни ставови Кампанеле, нарочито његово противљење ауторитету Аристотела, довели су га у сукоб с црквеним властима. Потказан инквизицији, ухапшен је у Падови 1594. године и изведен пред Светог уред у Риму, након чега је био затворен у манастиру до 1597. године.
Након ослобођења, Кампанела се вратио у Калабрију, где је оптужен за вођење завере против шпанске владавине у свом родном граду Стилу. Циљ Кампанеле је био успостављање друштва заснованог на заједници роба и жена, јер на основу пророчанства Ђоакина од Фјоре и његових сопствених астролошких запажања, предвидео појаву Доба Духа у години 1600. Издат је од стране двојице колега заговорника, а затим је ухапшен и заточен у Напуљу, где је био мучен на рафу. Чак и док је био у ѕатвору, Кампанела је имао утицаја на интелектуалну историју раног 17. века одржавајући епистоларне контакте с европским филозофима и научницима, неаполитским културним круговима и Каварађиовим комисионарима. Кампанела је признао све и био би убијен да није глумио лудило и запалио ћелију. Мучен је још више (укупно седам пута), а потом, осакаћен и болестан, осуђен је на доживотну затворску казну.

## Метафизика, 1638
Кампанелла је провео двадесет и седам година у затвору у Напуљу, у разним утврђењима. Током свог притвора написао је своја најважнија дела: Шпанска монархија (1600), политички афоризми (1601), Atheismus triumphatus (Освојени атеизам, 1605-1607), Quod reminiscetur  (1606?), Metaphysica (1609-1623), Theologia (1613-1624) и његов најпознатији рад, Град Сунца (оригинално написан на италијанском језику 1602, објављен на латинском језику у Франкфурту (1623), а касније у Паризу (1638).
Он је бранио Галилеа Галилеја на свом првом суђењу својим радом Одбрана Галилеја (написан 1616, објављен 1622). Током времена пре свог другог суђења, 25. септембра 1632, Кампанела је писао Галилеу:
„На моје велико гађење чуо сам да су гнусни теолози Конгрегације усмерени на забрану дијалога Ваше екселенције и да неће бити присутан нико ко разуме математику или обнавља ствари. Имајте на уму да, док Ваша Екселенција тврди да је прикладно забранити теорију земљиног покрета, нисте обавезни да верујете да су разлози оних који су вам противни добри. То је теолошко правило, а доказује други Веће Нице који је одредило да Angelorum imagines depingi debent, quam‘am vere corporei sunt (Слике анђела морају бити приказане као што су у телу): док је декрет валидан, разлог за то није, пошто сви научници данас кажу да су анђели немерљиви. Постоји много других основних разлога. Бојим се насиља људи који то не разумеју. Наш Папа пуно буке против овога и говори као Папа, али нисте чули за то, нити размишљате о томе. По мом мишљењу, Ваша Екселенција би требало да пише Великом војводи Тоскане, пошто стављају Доминиканце, Језуите, Театине и секуларне свештенике који су против ваших књига у овом вијећу, требало би признати и оца Кастелија и мене.”
Кампанела је напокон пуштен из затвора 1626. године, посредством Папе Урбана VIII, који га је лично заступао са Филипом IV из Шпаније. У Риму му је враћена пуна слобода 1629. године. У Риму је живео пет година, где је био урбани саветник са астролошким усмерењем. Урбану су биле преко потребне Кампанелине магичне вештине да га заштити од опасности од два предстојећа помрачења. Папини непријатељи су мислили да могу да искористе његову лаковерност и поуздано су предвидели да ђе помрачења 1628. и 1630. године засигурно најавити папину пропаст. Кампанела је спровео природне магијске праксе описане у његовој краткој расправи De siderali fato vitando (Како избећи судбину коју диктирају звезде). Кампанелина магија је успела и папа је преживео. Заузврат, овај потоњи је дозволио магичару да оснује школу у Риму да проповеда своје идеје, игноришући његове очигледне јереси. Он је живео је пет година у Риму, где је био Урбанов саветник за астролошка питања.
Године 1634, нова завера у Калабрији, коју је предводио један од његових следбеника, претила је новим невољама. Уз помоћ кардинала Барберинија и француског амбасадора де Ноа, побегао је у Француску, где је са изразитом наклоношћу примљен на двору Луја XIII. Заштићен од стране кардинала Ришељеа и са пензијом од краља, провео је остатак својих дана у самостану Сент-Оноре у Паризу. Његово последње дело била је песма која слави рођење будућег Луја XIV (Ecloga in portentosam Delphini nativitatem).
Кампанелино дело De sensu rerum et magia (1620) делимично је инспирисало први рад на енглеском, Златни шпијун Чарлса Гилдона (1709).
Историчар Џон Хедли описао је Кампанелу као „човека који је тежио да дестабилизује владајуће силе онога што је идентификовао као тиранију, софизам и лицемерје и да уздрма свет у нови поредак“.

## Радови
- Philosophia sensibus demonstrata, 1591
- Monarchia Messiae, 1605
- Prodromus philosophiae instaurandae, 1617
- Apologia pro Galileo (на језику: латински). Frankfurt am Main: Gottfried Tampach. 1622.
- La città del sole, 1602 (Latin Civitas solis, 1623)
- Atheismus triumphatus, 1631, Paris 1636
- Medicinalium libri (на језику: латински). Lugduni: ex officina Ioannis Pillehotte : sumptibus Ioannis Caffin, & Francisci Plaignard. 1635.
- Metaphysica (на језику: латински). 1. Paris. 1638.
- Metaphysica (на језику: латински). 2. Paris. 1638.
- Metaphysica (на језику: латински). 3. Paris. 1638.
- Poesie. Bari: Laterza. 1915.

- Apologia pro Galileo, 1622